# Azmi Bishara

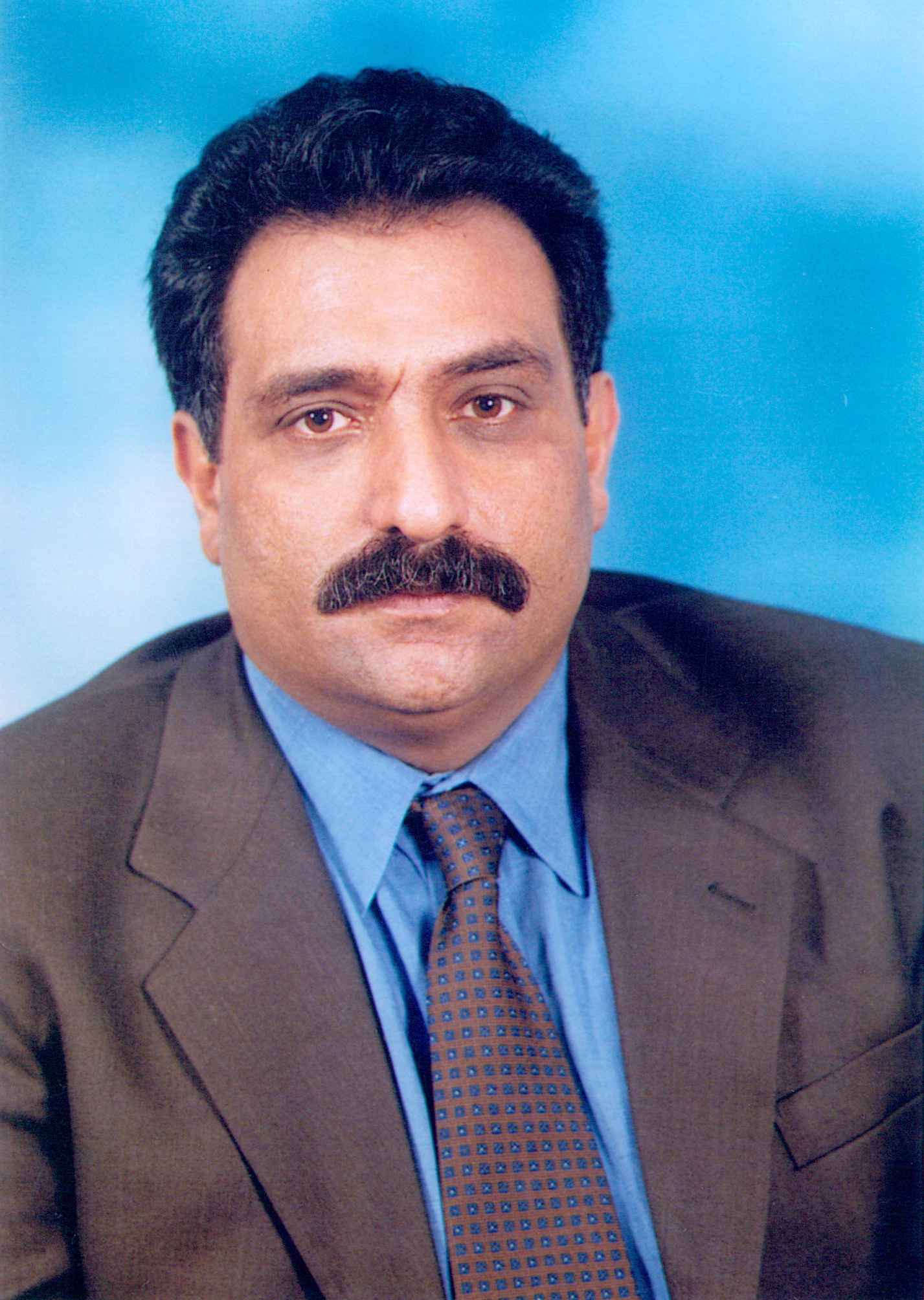
Azmi Bishara

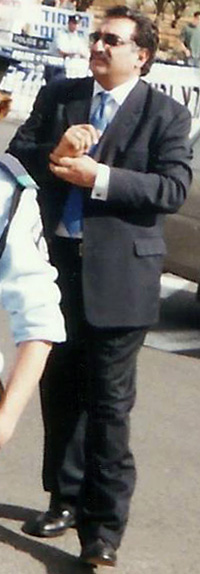
Azmi Bishara i Jerusalem, Israel 2003

Azmi Bishara (arabiska: عزمي بشارة, hebreiska: עזמי בשארה), född 22 juli 1956, är en kristen palestinier med israeliskt medborgarskap. Bishara var representant i det israeliska parlamentet, Knesset, där han företrädde partiet Balad mellan 1996 och 2007. Han är också partiledare för Balad.
Han är en förskare och författare som har skrivit många kända böcker, han tycks vara en modern politiker i arabvärlden. Men eftersom han har kämpat för Palestiniernas frihet och pratar i Palestiniernas namn i den Israeliska Kenesset så är han inte så omtyckt i Isarel som han är i arabvärlden av dem balanserade demokraterna, liberala och religiösa politikerna. 